# Sua Majestade Católica
Sua Majestade Católica ou Su Majestad Católica, no original em espanhol (abreviado como S.M.C) é um tratamento que o papa tradicionalmente concede aos reis da Espanha. Este honorífico muitas vezes precede o título de rei da Espanha ("Sua Majestade Católica o rei da Espanha"). O uso mais antigo dessa denominação, no original latino Rex Catholicissimus, aparece na bula papal Inter Caetera do Papa Alexandre VI , emitida em 1493.  
Os primeiros a poderem ostentar o título foram Fernando II de Aragão e Isabel I de Castela. Desde então, os governantes da Espanha (desde então chamados de Los Reyes Católicos ) usam o título de "majestade católica".  O tratamento, se não for retirado pelo pontífice, torna-se hereditário.

## Descrição
Um dos direitos de ser uma rainha que ostenta este tratamento é que ela pode vestir branco, em vez do habitual preto, quando se encontra com o papa (conhecido como privilège du blanc). 
Tanto Fernando II quanto Isabel (desde então Reis Católicos) utilizaram este estilo, bem como os seus descendentes. A atual dinastia reinante escolheu não abandonar os antigos títulos e associados da coroa espanhola, mas ele não os usa. Portanto o rei da Espanha, pode ser oficialmente "Sua Majestade Católica".